# Fulmine (DC Comics)
Fulmine (Lightning), è un personaggio dei fumetti DC Comics, del quale esistono due versioni:
- il primo, il cui vero nome è Tavis Williams, è stato creato da Marv Wolfman (testi), George Pérez (matite) e Romeo Tanghal (chine). La sua apparizione come parte della coppia Tuono e Fulmine avviene in New Teen Titans (Vol. 1[1]), n. 32 (giugno 1983);
- la seconda è Jennifer Pierce, creazione originale di Mark Waid (testi) e Alex Ross (disegni). Presentata nel primo capitolo di Kingdom Come (maggio 1996), riappare undici anni e dieci mesi dopo come se fosse la sua prima apparizione in Justice Society of America (Vol. 3) n. 12 (marzo 2008), opera di Geoff Johns (testi) e Dale Eaglesham (disegni).